# Borovets (Kjoestendil)
Borovets (Bulgaars: Боровец) is een dorp in Bulgarije. Het dorp is gelegen in de gemeente Kotsjerinovo in oblast Kjoestendil.

## Bevolking
Op 31 december 2020 telde het dorp 80 inwoners, een daling vergeleken met het maximum van 522 inwoners in 1946.
| Bevolkingsontwikkeling tussen 1934 en 2020          |
| --------------------------------------------------- |
|                                                     |
| Bron: Nationaal Statistisch Instituut van Bulgarije |

In het dorp wonen uitsluitend etnische Bulgaren (100%).
| Etnische samenstelling van de respondenten (2011) | Etnische samenstelling van de respondenten (2011) | Etnische samenstelling van de respondenten (2011) | Etnische samenstelling van de respondenten (2011) | Etnische samenstelling van de respondenten (2011) |
| ------------------------------------------------- | ------------------------------------------------- | ------------------------------------------------- | ------------------------------------------------- | ------------------------------------------------- |
|                                                   |                                                   |                                                   |                                                   |                                                   |
| Bulgaren                                          | Bulgaren                                          |                                                   | 100,0%                                            | 100,0%                                            |
| Turken                                            | Turken                                            |                                                   | 0,0%                                              | 0,0%                                              |
| Roma                                              | Roma                                              |                                                   | 0,0%                                              | 0,0%                                              |
| Anders/Onbekend                                   | Anders/Onbekend                                   |                                                   | 0,0%                                              | 0,0%                                              |